# Taulant Seferi
Taulant Fatmir Seferi (mazedonisch Тауљант Сулејманов; * 15. November 1996 in Kumanovo) ist ein albanisch-nordmazedonischer Fußballspieler, der bei Vorskla Poltawa unter Vertrag steht.

## Karriere

### Verein
Seferi wurde als Sohn albanischer Eltern in Kumanovo geboren. Er begann seine Karriere bei Milano Kumanovo.
Nach neun Jahren Spielzeit wechselte er in die Akademie von Rabotnički Skopje, wo er 2013 als Profifußballer debütierte.
2015 zog Seferi in die Schweiz und begann bei der zweiten Mannschaft von Young Boys Bern zu spielen. Im Februar 2015 debütierte er in der ersten Mannschaft beim Spiel gegen Grasshoppers Zürich. Die restliche Saison, die folgende und die erste Hälfte der Saison 2016/17 musste Seferi nach einer Knieoperation und anderen Verletzungen pausieren. Erst zwei Jahre später wurde er beim Spiel gegen den FC Sion in den letzten Minuten eingewechselt.
2017 hatte Seferi eine Leistenoperation, die ihn erneut zwang, die restliche Saison zu pausieren. 2018 wurde er an den FC Wohlen verliehen. Er spielte acht Spiele und erzielte drei Tore. Im selben Jahr wurde er an den FC Winterthur verliehen. Dort absolvierte er 31 Spiele und erzielte zehn Tore. 2019 wurde Seferi erneut verliehen, diesmal an den schweizerischen Erstligisten Neuchâtel Xamax. Am 4. Januar 2021 wechselte Seferi bis zum Ende der Saison als Leihspieler zum albanischen Meister KF Tirana.
Am 30. Juni 2021 wechselte Seferi endgültig zum KF Tirana, wurde jedoch für die Champions-League-Qualifikationsspiele an den albanischen Meister KS Teuta Durrës verliehen.
Zur Saison 2022/23 wechselte Seferi für eine Ablöse von 500.000 € zum ukrainischen Erstligisten Worskla Poltawa. Zur Saison 2023/24 wurde er an Baniyas SC verliehen.

### Nationalmannschaft
2014 debütierte Seferi in der mazedonischen Fußballnationalmannschaft beim Freundschaftsspiel gegen Kamerun. Im Jahr 2017 wechselte er zur albanischen U-21-Nationalmannschaft und entschied sich, fortan für Albanien zu spielen. In der U-21 absolvierte er zwölf Spiele. Im November 2019 wurde Seferi für zwei Spiele der albanischen Fußballnationalmannschaft gegen Andorra und Frankreich in der Qualifikation zur Europameisterschaft 2021 nominiert. Am 14. November 2019 debütierte er beim Spiel gegen Andorra, wo er in der 73. Minute für Ylber Ramadani eingewechselt wurde. 